# 트럭스앤파츠

트럭스앤파츠(Trucks & Parts)는 대한민국에서 최장기동안 발행되고 있는 트럭, 버스, 특장차, 부품 등 상용차 관련 전문백서로 제품정보 및 통계정보, 중고 가격 등 업계에서 필요한 정보를 중심으로 하고 있다. 1년에 2회 발행되는 반년간지로 (주)상용차정보에서 발행하고 있다.

## 연혁
1999년 12월 1일호를 발행 시작으로 2020년 3월 현재 제 41호가 발행되었다.

## 같이 보기
- 상용차매거진
- 상용차신문
- 상용차DB